# Vaxholm (commune)
La commune de Vaxholm est une commune suédoise du comté de Stockholm. Environ 11 900 personnes y vivent en 2020. Son chef-lieu se trouve à Vaxholm.

## Description
La superficie de la commune est de 57,84 kilomètres carrés (1er janvier 2016) et sa population est de 11 996 habitants (31 décembre 2021).
La commune de Vaxholm borde la commune de Värmdö à l'est, la commune de Nacka et la commune de Lidingö au sud, la commune de Danderyd à l'ouest et la commune d'Österåker au nord, toutes situées dans le comté de Stockholm.
La municipalité fait partie de l'archipel de Stockholm. 
La commune est divisée entre la péninsule Bogesundslandet, Vaxön et d'autres îles de l'archipel. La commune est entourée de Kyrkfjärden, Stora Värtan, Askrikefjärden, Höggarnsfjärden, Torsbyfjärden et Trälhavet.

## Population
| 1950  | 1955  | 1960  | 1965  | 1970  |
| ----- | ----- | ----- | ----- | ----- |
| 3 650 | 3 679 | 3 792 | 4 322 | 4 786 |

| 1975  | 1980  | 1985  | 1990  | 1995  |
| ----- | ----- | ----- | ----- | ----- |
| 4 874 | 4 851 | 6 325 | 6 779 | 8 215 |

| 2000  | 2005   | 2010   | 2015   | 2020   |
| ----- | ------ | ------ | ------ | ------ |
| 9 286 | 10 123 | 10 965 | 11 380 | 11 886 |

## Localités principales
- Kullö (201 hab.)
- Oskar-Frederiksborg (692 hab.)
- Resarö (2 079 hab.)
- Skarpö (266 hab.)
- Vaxholm (4 887 hab.)

## Galerie

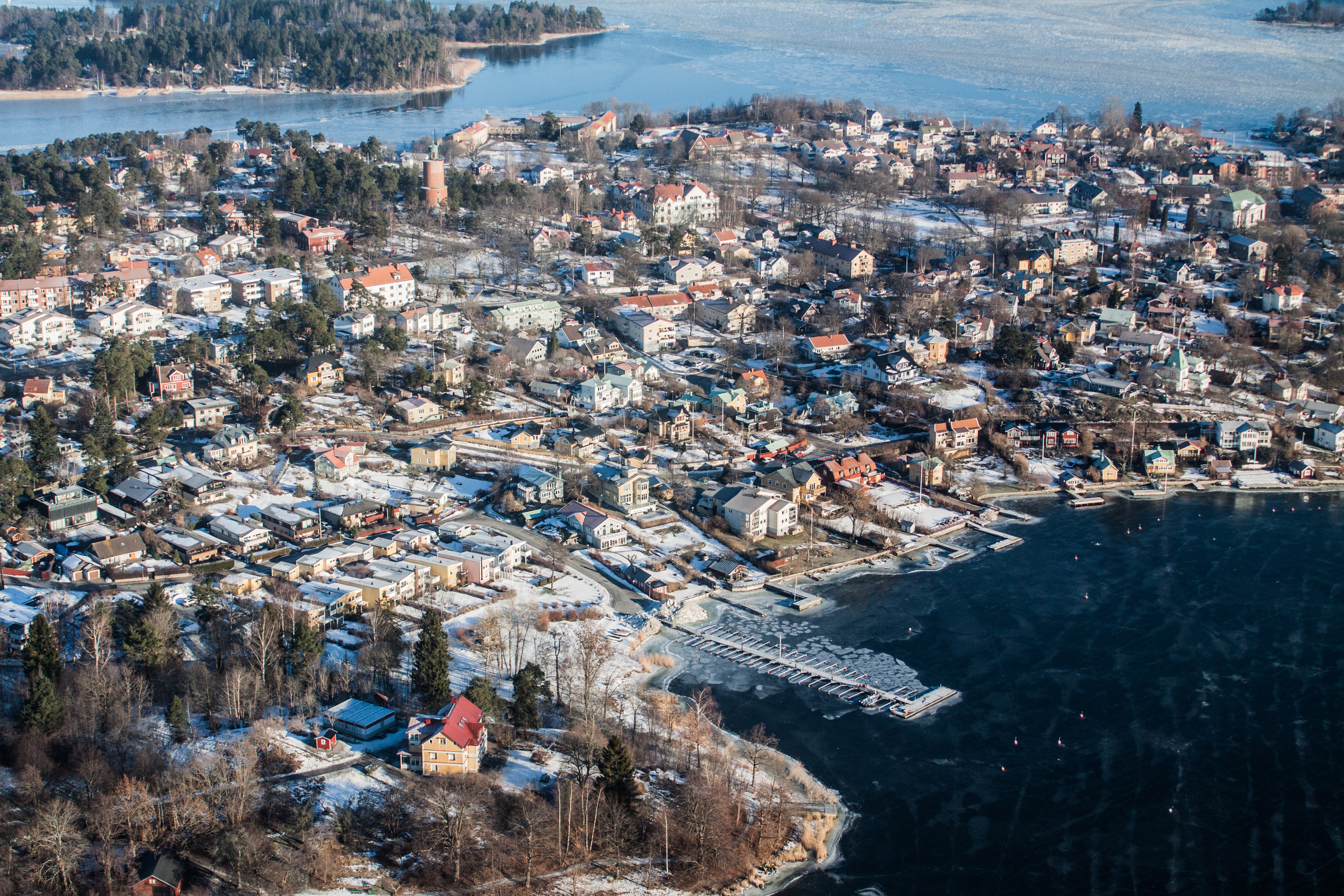
La partie centrale de l'île de Vaxön et la ville de Vaxholm.
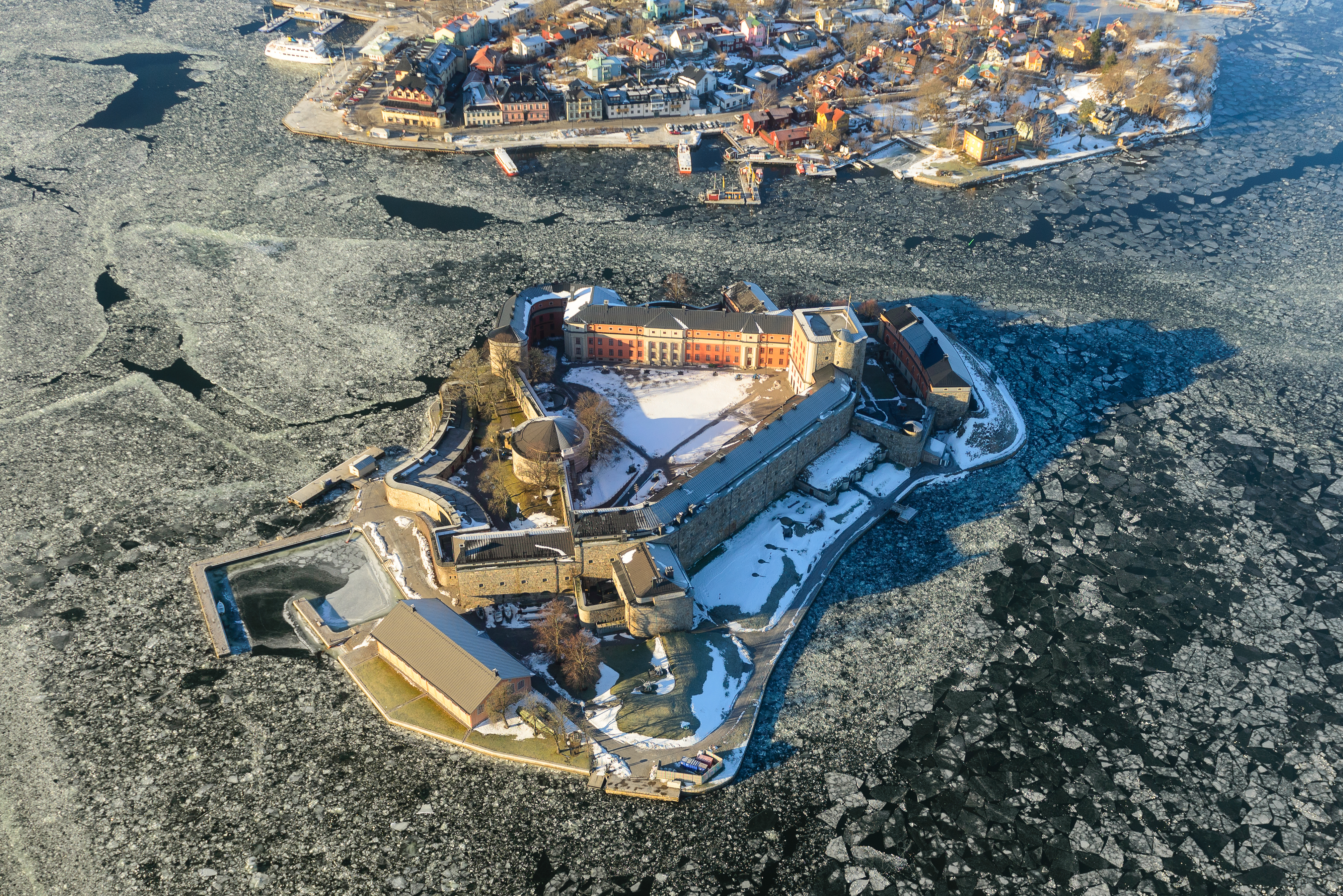
Le château de Vaxön.